# Freetown (New York)
Pour les articles homonymes, voir Freetown (homonymie).
Freetown est un petit village situé dans le comté de Cortland dans l'État de New York aux États-Unis.

## Histoire
Il a été fondé en 1818.
La population était de 757 habitants en 2010.